# Lista de primeiros-ministros do Togo

Brasão de armas do Togo.

Esta tabela lista os primeiros-ministros do Togo desde a autonomia, concedida pela França em 1956 e, em seguida, a independência em 1960.
| Nome                   | Investidura            | Fim do mandato         | Partido                                      |
| ---------------------- | ---------------------- | ---------------------- | -------------------------------------------- |
| Nicolas Grunitzky      | 10 de setembro de 1956 | 16 de maio de 1958     | Parti togolais du progrès                    |
| Sylvanus Olympio       | 16 de maio de 1958     | 12 de abril de 1961    | Comité de l'unité togolaise                  |
| Joseph Kokou Koffigoh  | 27 de agosto de 1991   | 23 de abril de 1994    | Coordination des forces nouvelles - CFN      |
| Edem Kodjo             | 23 de abril de 1994    | 20 de agosto de 1996   | Union togolaise pour la démocratie           |
| Kwassi Klutsé          | 20 de agosto de 1996   | 21 de maio de 1999     | Rassemblement du peuple togolais - RPT (TOR) |
| Eugène Koffi Adoboli   | 21 de maio de 1999     | 31 de agosto de 2000   | Rassemblement du peuple togolais - RPT       |
| Agbéyomé Kodjo         | 31 de agosto de 2000   | 29 de junho de 2002    | Rassemblement du peuple togolais - RPT       |
| Koffi Sama             | 29 de junho de 2002    | 9 de junho de 2005     | Rassemblement du peuple togolais - RPT       |
| Edem Kodjo             | 9 de junho de 2005     | 20 de setembro de 2006 | Convergence patriotique panafricaine         |
| Yawovi Agboyibo        | 20 de setembro de 2006 | 6 de dezembro de 2007  | CAR - Comite d’Action pour le Renouveau      |
| Komlan Mally           | 6 de dezembro de 2007  | 8 de setembro de 2008  | Rassemblement du peuple togolais - RPT       |
| Gilbert Houngbo        | 8 de setembro de 2008  | 23 de julho de 2012    | nenhum                                       |
| Kwesi Ahoomey-Zunu     | 23 de julho de 2012    | 10 de junho de 2015    | Convergence patriotique panafricaine         |
| Komi Sélom Klassou     | 10 de junho de 2015    | 28 de setembro de 2020 | UNIR - Union pour la République              |
| Victoire Tomegah Dogbé | 28 de setembro de 2020 | 3 de maio de 2025      | UNIR - Union pour la République              |
| Faure Gnassingbé       | 3 de maio de 2025      | presente               | UNIR - Union pour la République              |